# Juillet 2009 en sport
Pour un article plus général, voir 2009 en sport.

## Principaux rendez-vous
- Parapente : Red Bull X-Alps 2009.
- 22 juin au 5 juillet : Tournoi de Wimbledon 2009.
- 26 juin au 5 juillet : Jeux méditerranéens 2009.
- 4 au 11 juillet : Championnat du monde masculin A de rink hockey 2009.
- 4 au 28 juillet : Tour de France 2009.
- 8 au 12 juillet : en cricket, premier test-match des Ashes entre l'Angleterre et l'Australie.
- 16 au 19 juillet : Open britannique hommes 2009.
- 16 au 26 juillet : Jeux mondiaux de 2009 à Kaohsiung (Taïwan).
- Natation : championnats du monde 2009.
- 31 juillet au 2 août : Rallye de Finlande.

## Chronologie
Mercredi 1er juillet
- Natation : L'Espagnol Aschwin Wildeboer Faber bat le record du monde du 100 m dos en 52 s 38/100 au départ du relais 4 × 100 m 4 nages, lors des Jeux Méditerranéens à Pescara (Italie).

Jeudi 2 juillet
- Football : Le président de l'Union européenne de football (UEFA), Michel Platini se dit abasourdi par les sommes dépensées par certains clubs comme le Real Madrid lors de récents transferts hors normes et entend « mettre en place des règles ».

Samedi 11 juillet
- Le skipper français Marc Thiercelin (49 ans) bat le record de la Méditerranée en monocoque (DCNS 1000) et en solitaire entre Marseille et Carthage (environ 450 milles nautiques, 830 km) en 33 heures 13 minutes et 20 secondes avec de superbes conditions de navigation. Le 4 juin, Kito de Pavant avait parcouru la distance en une journée, 45 heures, 57 minutes et 15 secondes de navigation.

Dimanche 12 juillet
- L'Australien Mark Webber (Red Bull) remporte le GP d'Allemagne, 9e des dix-sept épreuves du Championnat du monde 2009 de Formule 1, aujourd'hui au Nürburgring, devant son coéquipier allemand Sebastian Vettel et le Brésilien Felipe Massa (Ferrari).

Samedi 18 juillet
- Julien Absalon, double champion olympique en titre de cross-country, remporte à Oz-en-Oisans (Isère) son septième titre de champion de France consécutif dans cette discipline au terme d'une course qu'il a largement dominée. Il relègue à plus de quatre minutes son grand rival Jean-Christophe Péraud, médaillé d'argent aux JO de Pékin. Chez les dames, Cécile Ravanel remporte le titre pour la seconde fois consécutive devant Sabrina Enaux et Caroline Mani.

Mardi 21 juillet
- Le jeune britannique Tom Daley (15 ans) devient champion du monde de plongeon 10 mètres devançant les favoris chinois, Qiu Bo et Zhou Luxin[1]

Mercredi 22 juillet
- Selon l'Union cycliste internationale, le coureur cycliste italien Danilo Di Luca (33 ans) a fait l'objet de deux contrôles antidopage positif à l'EPO Cera pendant le Giro qu'il a terminé à la deuxième place.

Vendredi 24 juillet
- Football : L'équipe de Bordeaux, champion de France (L1), remporte le Trophée des champions en battant 2-0 l'équipe de Guingamp (L2), vainqueur de la Coupe de France.
- Natation : La Fédération internationale de natation annonce l'interdiction à partir de 2010 des combinaisons en polyuréthane qui ont bouleversé la discipline depuis plusieurs mois.

Samedi 25 juillet
- Le 96e Tour de France est gagné par l'Espagnol Alberto Contador (équipe Astana) devant 305 000 spectateurs présents sur les Champs-Élysées.

Dimanche 26 juillet
- L'Espagnol Julián Simón (Aprilia) remporte la course des 125 cm3 du Grand Prix britannique moto devant l'Italien Simone Corsi et le Britannique Scott Redding, à Donington Park.
- Formule 1 : Le Britannique Lewis Hamilton (McLaren-Mercedes) remporte le GP de Hongrie devant le Finlandais Kimi Räikkönen (Ferrari) et l'Australien Mark Webber (Red Bull), au Hungaroring. La Fédération internationale de l'automobile a décidé de suspendre Renault pour le Grand Prix d'Europe, le 23 août à Valence, considérant que l'écurie n'avait pas respecté les règles de sécurité durant la course[2].
- Championnats du monde de natation à Rome :
  - La Suédoise Sarah Sjöström bat en demi-finales le record du monde du 100 m papillon dames en 56 s 44/100.
  - L'Allemand Paul Biedermann bat en finale le record du monde du 400 m nage libre hommes en 3 min 40 s 7/100.
  - L'Américaine Ariana Kukors bat en finale le record du monde du 200 m 4 nages dames.
  - L'Italienne Federica Pellegrini bat en finale le record du monde du 400 m nage libre dames en 3 min 59 s 15/100.
  - L'équipe des Pays-Bas bat en finale le record du monde de relais 4 × 100 m libre hommes en 3 min 31 s 72/100.

Lundi 27 juillet
- 5 athlètes, dont deux médaillés olympiques, ayant participé aux jeux olympiques de Pékin et convaincus de dopage à l'EPO-Cera ont comparu devant la commission disciplinaire du Comité international olympique à Lausanne[3].

Mardi 28 juillet
- La Fédération internationale de rugby à XIII a choisi le Royaume-Uni comme pays hôte de la prochaine Coupe du monde de rugby à XIII en 2013[4].
- L'Italienne Federica Pellegrini bat en demi-finale le record du monde du 200 m nage libre dames en 1 min 53 s 67/100 aux Championnats du monde de natation à Rome.

Mercredi 29 juillet
- Championnats du monde de natation à Rome.
  - L'Italienne Federica Pellegrini bat en finale le record du monde du 200 m nage libre dames en 1 min 52 s 98/100.
  - L'Américain Michael Phelps bat en finale le record du monde du 200 m papillon en 1 min 51 s 51/100.
  - Le Sud-Africain Cameron van der Burgh bat en finale le record du monde du 50 m brasse en 26 s 67/100.
  - Le Chinois Li Zhang bat en finale le record du monde du 800 m nage libre en 7 min 32 s 12/100.

Vendredi 31 juillet
- Water-polo : aux championnats du monde de natation, à Rome, l'équipe féminine des États-Unis bat en finale l'équipe du Canada.
- Championnats du monde de natation à Rome :
  - L'Allemande Britta Steffen bat en finale le record du monde du 100 m nage libre dames en 52 s 7/100.
  - L'Américain Aaron Peirsol bat en finale le record du monde du 200 m dos hommes en 1 min 51 s 92/100.
  - Le Serbe Milorad Čavić bat en demi-finale le record du monde du 100 m papillon hommes en 50 s 1/100.